# نیو بالتیمور (ویرجینیا)
نیو بالتیمور (به انگلیسی: New Baltimore) یک منطقهٔ مسکونی در ایالات متحده آمریکا است که در Fauquier County واقع شده‌است. نیو بالتیمور ۳۱٫۸ کیلومتر مربع مساحت و ۸٬۱۱۹ نفر جمعیت دارد و ۱۵۰٫۸۸ متر بالاتر از سطح دریا واقع شده‌است.